# رابرت جان «موت» لنگ
رابرت جان «موت» لنگ (انگلیسی: Robert John "Mutt" Lange؛ زادهٔ ۱۱ نوامبر ۱۹۴۸) تهیه‌کننده موسیقی، موسیقی‌دان، آهنگساز، و ترانه‌نویس اهل زامبیا است. وی از سال ۱۹۷۴ میلادی تاکنون مشغول فعالیت بوده‌است.
او در طول حرفه خود با هنرمندانی مانند بریتنی اسپیرز، شنایا توین، لیدی گاگا، مارون ۵، مایکل بولتون، دف لپارد، کرز، سلین دیون و برایان آدامز همکاری داشته‌است. او همچنین با همسر وقت خود، خواننده کانادایی شنایا توین ترانه‌هایی را نوشت و تولید کرد. آلبوم ۱۹۹۷ او به نزد ما بیا که تهیه کنندگی او را به دست آورد، به پرفروش‌ترین آلبوم موسیقی کانتری، پرفروش‌ترین آلبوم استودیویی توسط یک بازیگر زن، پرفروش‌ترین آلبوم دهه ۱۹۹۰ و نهمین آلبوم پرفروش در ایالات متحده آمریکا تبدیل شد.